# Trommetsheimer Berg
Der Trommetsheimer Berg beim namensgebenden Ort Trommetsheim, einem Gemeindeteil von Alesheim (Landkreis Weißenburg-Gunzenhausen), ist ein 511 m ü. NHN hoher Zeugenberg des Mittelgebirges Fränkische Alb.

## Geographie

### Lage
Der bewaldete Berg liegt im Naturpark Altmühltal einige Kilometer südöstlich des namensgebenden Ortes Trommetsheim am Rand des Altmühltals. Nordöstlich liegen Kattenhochstatt und Holzingen, im Süden Metzenhof und Schertnershof, südwestlich Lengenfeld. Die Gemeindegrenze zwischen Alesheim und der Großen Kreisstadt Weißenburg in Bayern verläuft entlang des Berges; die Bergspitze liegt in der Gemarkung Kattenhochstatt, einem Gemeindeteil von Weißenburg. Südlich verläuft die Gemeindegrenze zur Stadt Treuchtlingen. Unweit westlich und südlich fließt die Altmühl entlang.

### Naturräumliche Zuordnung
Der Trommetsheimer Berg gehört in der naturräumlichen Haupteinheitengruppe Fränkisches Keuper-Lias-Land (Nr. 11), in der Haupteinheit Vorland der Südlichen Frankenalb (110) und in der Untereinheit Weißenburger Bucht (110.3) zum Naturraum Vorland der Weißenburger Alb (110.32).

## Geschichte
Auf dem Berggipfel liegen die als Bodendenkmal ausgewiesenen Überreste einer Siedlung der Urnenfelderzeit, der Hallstattzeit und der Latènezeit.